# نغومبي مبينغي
نجومبي مبينجوي (مواليد 6 أبريل 1993) هو لاعب كرة قدم كاميروني محترف يلعب كمهاجم لنادي نفط البصرة في الدوري العراقي الممتاز.

## حياته المهنية
بدأ مبينجي اللعب مع بوتافوغو ثم انتقل إلى نيو ستار دوالا. في أغسطس 2016 وقع عقدًا لمدة أربع سنوات مع نادي أو سي خريبكة، حيث لعب بشكل احترافي في المغرب. في يناير 2018، انتقل إلى كوكب مراكش، وفي يونيو 2018 انتقل إلى الدوري الكويتي الممتاز، حيث وقع عقدًا مع الجهراء. في يناير 2021، انتقل مبينجي إلى الدوري العماني للمحترفين ، ووقع مع السويق.
في سبتمبر 2021، انتقل مبينجوي للعب في الدوري العراقي الممتاز، حيث وقع عقدًا لمدة عام واحد مع نادي نفط البصرة، وفي أغسطس 2022 تم تجديد عقده لمدة عام إضافي.